# Mary Stavin
Mary Ann Cartin Stavin (ur. 20 sierpnia 1957 w Örebro w Szwecji) – szwedzka aktorka i modelka.
Została wybrana na Miss World w 1977. Zagrała w filmie z serii Jamesa Bonda Ośmiorniczka w 1983.

## Filmografia

### aktorka
- Ośmiorniczka (1983, Octopussy) jako wojowniczka Ośmiorniczki
- Król Artur (1985, Arthur the King) jako księżniczka
- Zabójczy widok (1985, A View to a Kill) jako Kimberley Jones
- Dom (1986, House) jako Tanya
- Qualcuno paghera? (1987) jako Gilda Duranti
- Open House (1987) jako Katie
- Top Line (1988) jako Maureen De Havilland
- Golfiarze II (1988, Caddyshack II) jako dziewczyna przy barze
- Strike Commando 2 (Trappola diabolica, 1988) jako Rosanna Boom
- Skowyt 5: Przebudzenie (1989, Howling V: The Rebirth) jako Anna
- Urodzony morderca (Nato per combattere, 1989) jako Maryline Kane
- Słony smak miłości (1992, Salt on Our Skin) jako Adrienne
- The Devil Takes a Holiday (1996) jako Tina
- VH-1 Where Are They Now: Video Vixens II (2003) jako ona sama

### aktorka (gościnnie)
- Night Court (1984–1992) jako Jacqueline (1989)
- The Days and Nights of Molly Dodd (1987–1991) jako Kirsten (1987)
- Miasteczko Twin Peaks (1990–1991, Twin Peaks) jako Heba
- After They Were Famous (1999) jako ona sama (2002)